# Faro Voroncov
Il faro Voroncov (in ucraino Воронцовський маяк?, Voroncovs'kyj majak; in russo Воронцовский маяк?, Voroncovskij majak) è il faro del porto di Odessa che prende il nome dal generale russo (noto per la sua partecipazione alle guerre napoleoniche) Michail Semënovič Voroncov. La prima struttura risale al 1888.

## Storia

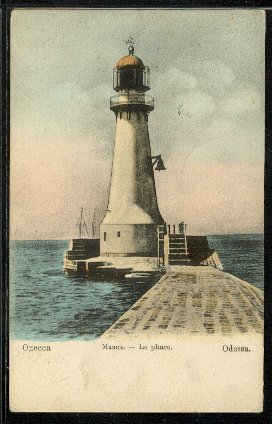
Il faro negli ultimi anni del XIX secolo

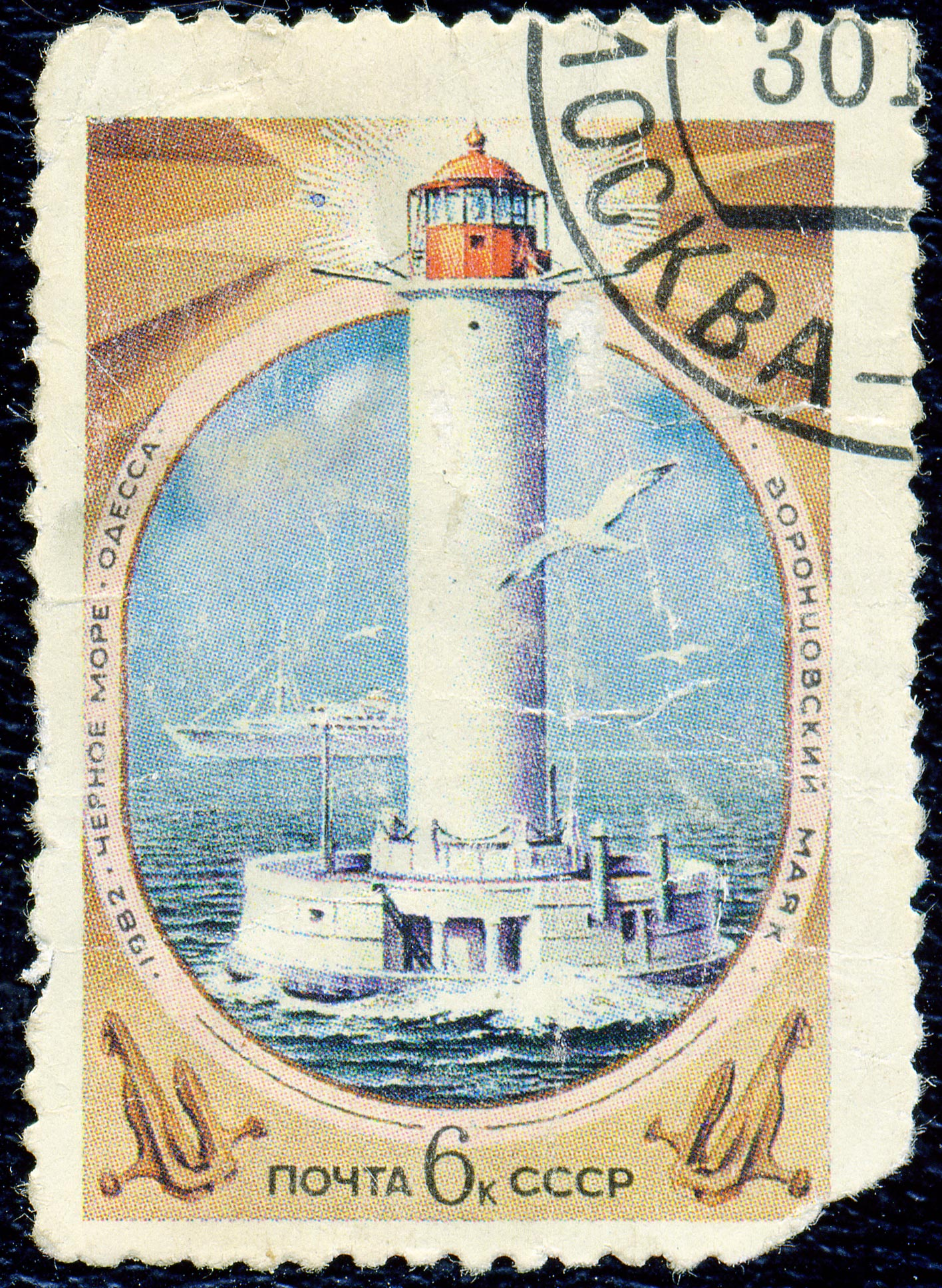
Francobollo emesso dalle poste dell'Unione Sovietica nel 1982

Il primo faro nel porto di Odessa fu mobile e venne sistemato in un altro punto nel 1827. In seguito fu edificato con una struttura fissa nel 1945 e circa vent'anni dopo fu ricostruita in ghisa. Nel 1867, primo in Ucraina, venne dotato di lampade elettriche.  il faro di Vorontsov a Odessa fu dotato di lampade elettriche. Nel 1888 la torre del faro venne notevolmente ammodernata e dal 1910 fu dotata anche di una sirena. Durante la seconda guerra mondiale fu demolito con l'esplosivo dall'Armata Rossa in ritirata mentre la Wehrmacht stava arrivando. La ricostruzione della struttura recente risale al 1955.

## Descrizione
La struttura è rinforzata da tubature in ferro protette con piombo e il suo fascio luminoso arriva alla distanza di 22 chilometri. In presenza di nebbie o tempeste entra in funzione una sirena. La protezione è data da frangiflutti verso il mare ed è raggiungibile da terra attraverso la strada rialzata sul molo Raid.

## Nella cultura di massa
Nel 1982 L'Unione Sovietica ha emesso un francobollo commemorativo che lo raffigura e un altro è stato emesso nel 2009 dalle Poste ucraine.